# Soyouz T-13
Soyouz T-13 est une mission spatiale soviétique d'urgence, lancée en 1985 et destinée à réparer la station orbitale Saliout 7 défaillante.
Il s'agit de la première mission d'un vaisseau Soyouz à s'être amarrée à une station Saliout inerte.

## Équipage
Décollage:
- Vladimir Dzhanibekov (5)
- Viktor Savinykh (2)

Atterrissage:
- Vladimir Dzhanibekov (5)
- Georgi Grechko (3)

Le chiffre entre parenthèses indique le nombre total de vols spatiaux effectués par le cosmonaute.

## Paramètres de la mission
- Masse : 6 850 kg
- Périgée : 198 km
- Apogée : 222 km
- Inclinaison : 51.6°
- Période : 88,7 minutes

## Historique
Le 11 février 1985, les contrôleurs au sol du TsUP dans la banlieue de Moscou, qui surveillent les paramètres de fonctionnement de la station spatiale inoccupée Saliout 7, observent une brusque variation de l'intensité électrique à bord de cette dernière. Celle-ci déclenche un disjoncteur chargé de protéger l'émetteur radio principal des surintensités. Le poste radio de secours est automatiquement mis en marche. L'anomalie ne présente aucun caractère d'urgence et l'équipe de contrôleurs qui a achevé son quart se contente de laisser un message à leurs remplaçants pour qu'ils fassent intervenir des spécialistes des systèmes électriques et radio. Mais ceux-ci, partant de l'hypothèse que le déclenchement du disjoncteur est peut-être accidentel, décident de réactiver l'émetteur radio principal. Cette action déclenche immédiatement une série de courts-circuits dans la station spatiale qui mettent hors service non seulement les émetteurs radio mais également les récepteurs. Saliout 7 est désormais complètement coupée du centre de contrôle.
Les responsables du programme spatial ont le choix d'abandonner Saliout 7 et d'attendre le lancement de la station Mir (prévu un an plus tard), ou de tenter de lancer une mission de sauvetage. Les soviétiques optent pour cette dernière option car le programme Saliout a, jusque-là, été émaillé de nombreux échecs, et le prestige de l'astronautique soviétique est menacé par les succès de la navette spatiale américaine qui semble avoir inauguré avec succès une nouvelle étape de l'ère spatiale. Pour remettre en état la station spatiale, l'équipe de sauvetage va devoir s'amarrer à la station spatiale et travailler à l'intérieur de celle-ci. Mais s'amarrer à une station dont l'orientation et la position ne sont plus contrôlées est une opération dangereuse. La procédure standard d'amarrage repose sur un système de rendez-vous automatique qui exploite les données transmises par l'ordinateur de la station spatiale. Celles-ci permettent d'évaluer la distance et la vitesse relative entre la station spatiale et le vaisseau emportant l'équipage. Saliout 7, désormais muette, n'est plus en mesure de transmettre ces paramètres vitaux. Par ailleurs, la station spatiale ne fournissant plus ses paramètres de fonctionnement, les contrôleurs ne savent pas dans quel état elle se trouve. L'incident initial résulte peut-être de la perforation de la paroi par un débris spatial ayant vidé de son air Saliout 7, ou pourrait être la conséquence d'un incendie ayant ravagé ses installations. 
Une procédure d'amarrage manuelle à la station est mise au point. Elle nécessite toutefois que le cosmonaute chargé de cette manœuvre ait déjà pratiqué le pilotage manuel d'un vaisseau Soyouz. Ce critère aboutit à la sélection de Vladimir Djanibekov, qui avait déjà dû en juin 1982 amarrer manuellement son vaisseau Soyouz T-6 à la suite de la défaillance du système de rendez-vous automatique. Les deux autres cosmonautes disposant d'une expérience similaire sont Leonid Kyzym et Iouri Malychev, mais Malyshev a une expérience trop limitée dans les autres domaines tandis que Kizim revient d'une mission de longue durée et n'a pas encore retrouvé une forme physique suffisante. Djanibekov est expérimenté (il a déjà 4 séjours dans l'espace à son actif) et a été entrainé à la fois pour les vols de longue durée et les sorties extravéhiculaires. Il est toutefois interdit de vol de longue durée par le corps médical. Après une période d'observation de quelques semaines, sa sélection est quand même décidée pour une durée qui ne devra pas excéder 100 jours. Le deuxième cosmonaute est sélectionné sur la base de sa maitrise des systèmes de la station spatiale qu'il va devoir réparer. Viktor Savinykh, qui devait effectuer la prochaine mission de longue durée, est le seul cosmonaute à satisfaire ce critère. Le vaisseau Soyouz qui doit emporter les deux cosmonautes est modifié pour permettre la mission de sauvetage. Le système de rendez-vous automatique est déposé et un télémètre laser est installé à la place pour permettre au pilote d'évaluer les distances durant la manœuvre d'approche. Le troisième siège est démonté, ce qui permet d'emporter de la nourriture et de l'eau supplémentaires. Les réservoirs d'ergols sont remplis au maximum en profitant de la masse gagnée par la suppression du troisième siège et du système de rendez-vous. Enfin, les cosmonautes reçoivent des lunettes de vision nocturne qui doivent leur permettre un amarrage sur la face nocturne de la Terre. 

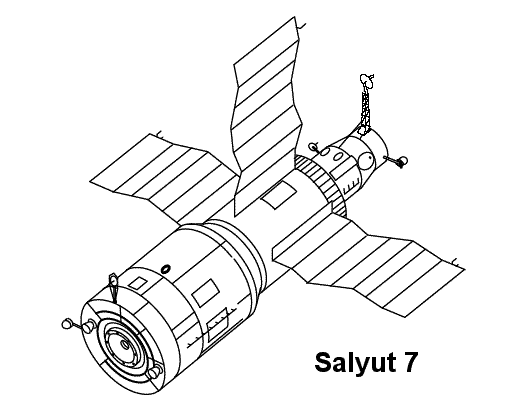
Diagrammes de la station Saliout 7

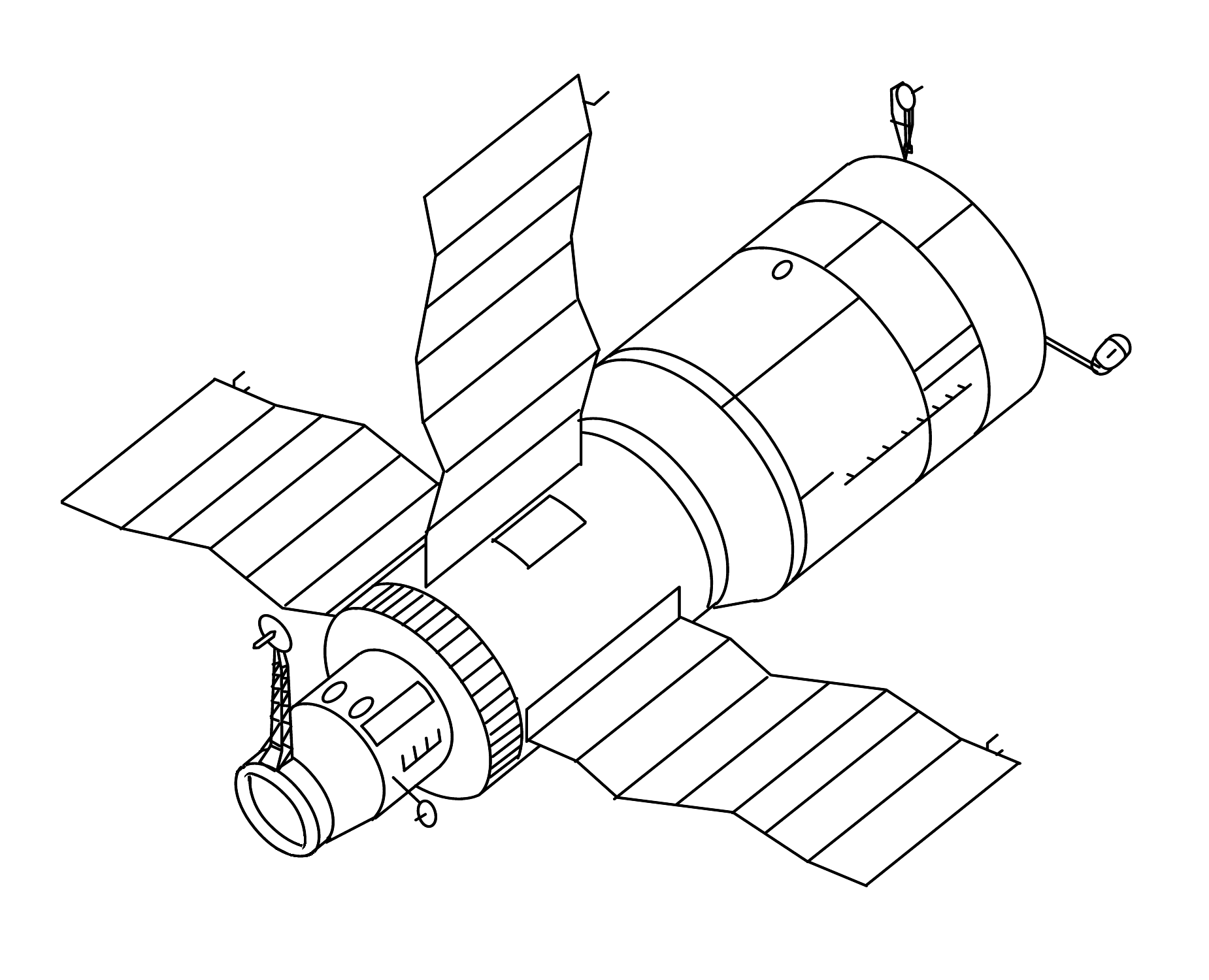

Vladimir Djanibekov et Viktor Savinykh sont lancés en orbite le 6 juin à bord de Soyouz T-13, quatre mois après la perte de contact avec la station spatiale, et volent deux jours en solo avant d'arriver en vue de la station. Alors qu'ils s'approchent de Saliout 7 le 8 juin, ils constatent que celle-ci est intacte mais qu'elle n'est manifestement pas dans un état normal : les panneaux solaires qui devraient être tous orientés de manière à faire face au Soleil pointent dans des directions différentes, ce qui implique que le système chargé de contrôler leur orientation est complètement défaillant et que l'alimentation électrique de Saliout 7 est sans doute touchée. Bien que Saliout 7 soit en rotation autour de son axe longitudinal, Djanibekov parvient à s'y aligner et à amarrer son vaisseau au port d'amarrage avant de la station spatiale en utilisant les commandes manuelles de Soyouz. Les deux cosmonautes pénètrent à l'intérieur du sas, qui constitue la première section de la station, après avoir suivi une procédure très prudente au cas où la station serait dépressurisée. L'équipage constate que la température est de 3 à 4 °C, ce qui signifie que le système de contrôle thermique ne fonctionne plus. Or la station spatiale n'a pas été conçue pour fonctionner dans ces conditions de température. Les réserves d'eau sont sans doute gelées. Sans surprise, l'éclairage ne fonctionne plus, confirmant le fait que les batteries, qui ne sont plus alimentées, se sont complètement déchargées. Les cosmonautes effectuent une analyse de l'atmosphère pour identifier une éventuelle contamination par de l'ammoniac, du monoxyde de carbone ou du dioxyde de carbone, indices d'un incendie. Ils ne détectent rien d'anormal et décident d'ouvrir l'écoutille permettant d'accéder au compartiment principal de la station. 

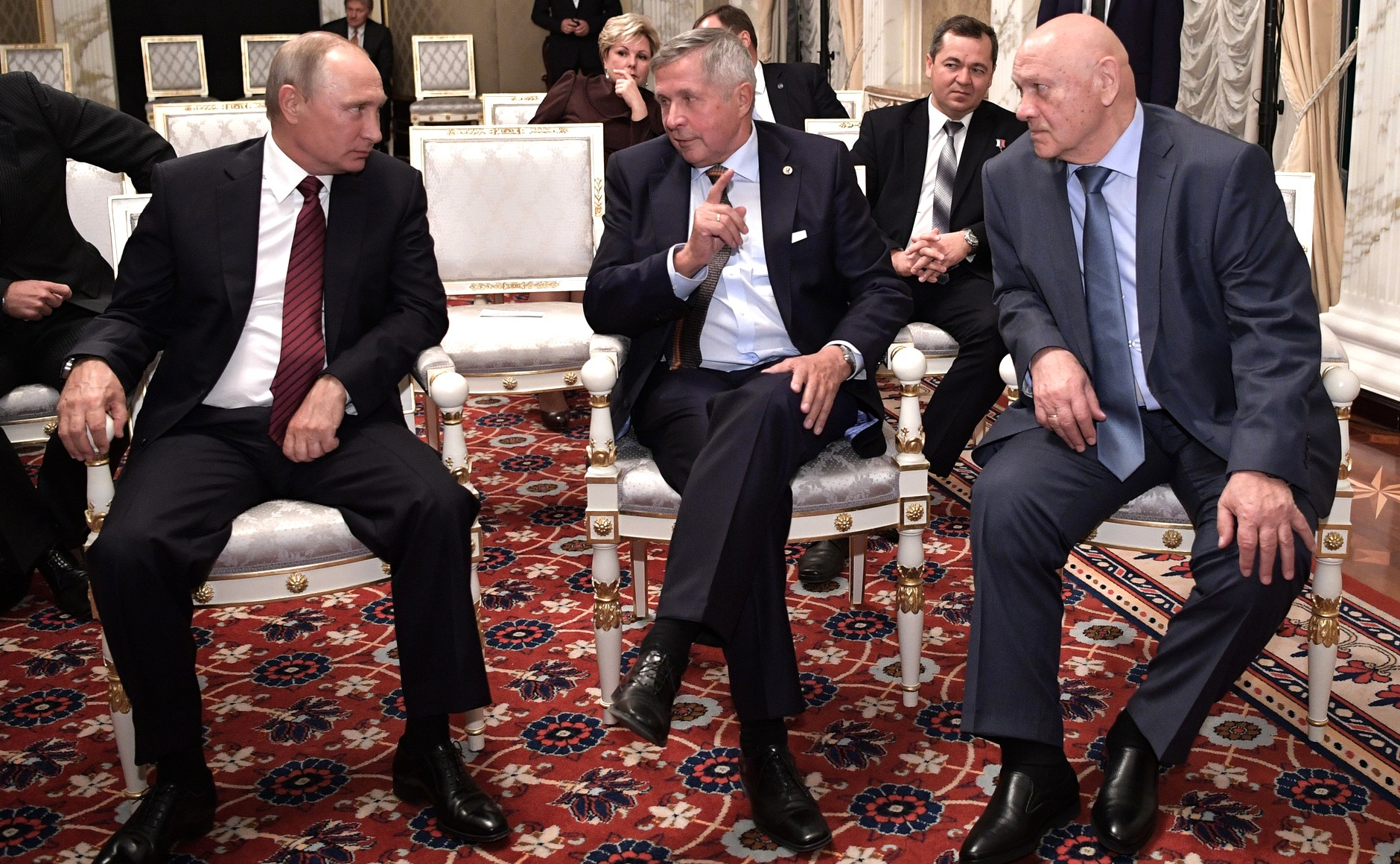
32 ans après leur vol, Savinykh (au centre) et Djanibekov (à droite) s'entretiennent avec Vladimir Poutine (à gauche), à l'occasion de la sortie du film Saliout 7, qui relate les événements.

Après avoir enfilé des vêtements plus appropriés au froid et des masques respiratoires par précaution, Djanibekov  et Savinykh pénètrent dans le compartiment principal. Les volets mis en place par l'équipage précédent obturent les hublots, et faute d'éclairage, le vaste compartiment est plongé dans l'obscurité. Les lampes torches des cosmonautes éclairent les cloisons qui sont couvertes de givre produit par la condensation de l'air froid. Les pales des ventilateurs chargés normalement de brasser l'air sont immobiles. Tous les équipements sont arrêtés et le silence oppressant achève de donner l'impression d'une station spatiale hors d'âge et abandonnée. Après ce premier état des lieux, l'équipage prend du repos tandis que les contrôleurs au sol élaborent, à partir des observations effectuées par l'équipage, une stratégie pour remettre en état la station spatiale. À leur réveil, les contrôleurs au sol demandent à l'équipage de vérifier en priorité l'état de Rodnik, le système d'alimentation en eau potable. Les ventilateurs étant à l'arrêt, un seul cosmonaute est autorisé à travailler dans la station spatiale car le dioxyde de carbone produit par la respiration n'est plus dispersé par les ventilateurs.
Savinykh découvre que de la glace obstrue les canalisations de Rodnik. Ce constat constitue une contrainte supplémentaire, car l'équipage ne dispose que de l'eau emportée à bord de Soyouz, soit 8 jours de consommation. En utilisant avec parcimonie celle-ci ainsi que la réserve d'urgence de Soyouz et deux sachets d'eau découverts dans le compartiment principal, ils peuvent tenir jusqu'au 21 juin, ce qui leur donne 12 jours pour remettre en état Saliout 7. La priorité est désormais de remettre en marche le système d'alimentation électrique. Pour faire fonctionner celui-ci, il faut disposer d'énergie électrique de manière à pouvoir orienter les panneaux solaires. Celle-ci pourrait être obtenue à partir des batteries de Soyouz, mais l'état du système électrique de Saliout 7 n'est pas connu et des courts-circuits pourraient mettre hors service le vaisseau Soyouz, condamnant l'équipage. Les contrôleurs au sol élaborent donc une solution plus complexe. Ils demandent d'abord à l'équipage de tester les batteries de Saliout 7 : six sur huit d'entre elles peuvent encore être rechargées. Le plan est de mettre en place des connexions directes entre les panneaux solaires et les batteries en état de fonctionner. Les cosmonautes doivent connecter en tout 16 câbles malgré le froid mordant. Une fois ces connexions réalisées, ils s'installent dans le vaisseau Soyouz et utilisent les moteurs de celui-ci pour modifier l'orientation de la station spatiale de manière que les panneaux solaires soient éclairés par le Soleil. La recharge des batteries débute et au bout d'une journée, cinq d'entre elles sont rechargées. Les cosmonautes reconnectent les sorties électriques des panneaux solaires au système électrique de la station et constatent le bon fonctionnement de l'ensemble. 
Progressivement Djanibekov et Savinykh remettent en service l'ensemble des équipements de la station spatiale. L'éclairage est immédiatement opérationnel, mais de longs travaux sont nécessaires pour que le système de purification de l'air puis l'émetteur radio soient remis en marche. Le 13 juin, ce dernier est opérationnel et leur permet de contacter le centre de contrôle sans avoir recours au Soyouz. Le système de rendez-vous automatique, indispensable pour permettre les opérations de ravitaillement par les vaisseaux Progress, est testé et déclaré à son tour opérationnel. Enfin, le système d'alimentation en eau potable Rodnik fonctionne à nouveau le 16 juin.  
Les deux hommes découvrent durant tous ces travaux qu'un capteur défectueux a été à l'origine de l'arrêt de l'alimentation du système électrique : chargé de détecter la fin de charge d'une des batteries, il se déclenchait à tort dès que le système testait la nécessité de recharge, entrainant l'épuisement progressif et définitif des batteries.
Les cosmonautes entament alors une mission longue dans un environnement redevenu normal, et vont apporter à la station un surcroît de confort. Le 21 juin, le cargo Progress 24 leur apporte 376 kg d'aliments, 71 kg de moyens d'hygiène et 370 kg de matériel de réparation, ainsi que 418 kg pour une sortie extravéhiculaire qui sera effectuée le 2 août : en cinq heures, les deux cosmonautes montent deux panneaux solaires supplémentaires de 4,6 m2 (4,5 m x 1,2) sur l'un des panneaux latéraux, permettant à Saliout 7 de bénéficier d'un supplément d'énergie. Ils récupèrent par ailleurs à l'extérieur des expériences et en fixent d'autres, dont l'appareil français COMET,.
Anecdotiquement, Djanibekov a étudié et rapporté au cours de la mission un phénomène qui porte à présent son nom, l'effet Djanibekov. En effet, il remarque en observant une vis papillon qu'il a retirée que sa translation en impesanteur n'est pas linéaire et que l'objet pivote de lui-même d'un côté puis de l'autre, résultat de son mouvement initial sur un axe de rotation instable qui traduit une tendance à un moment cinétique plus élevé.
Le 18 septembre, Djanibekov et Savinykh sont rejoints par trois de leurs collègues, venus à bord de Soyouz T-14 :Vladimir Vassioutine, Gueorgui Gretchko et Aleksandre Volkov.
Le 26 septembre, après 112 jours de vol, Djanibekov rentre sur Terre avec Gretchko tandis que Savinykh reste à bord avec Vassioutine et Volkov, constituant le quatrième équipage de la station.

## Dans la fiction
En 2011, un film documentaire russe, Bataille pour Saliout : Détective de l'espace (en russe : Битва за "Салют": Космический детектив), revient sur cette mission, en y ajoutant une théorie du complot prétendant qu'une capture de la station spatiale par une navette américaine était envisagée.
En 2017, un film de fiction russe est réalisé, qui s'inspire des événements du vol Soyouz T-13 mais en les dramatisant : Salyut 7. La théorie du complot du film précédent est également présente. Les prénoms des cosmonautes sont les mêmes que dans la réalité mais "Djanibekov" a été remplacé par "Fedorov" et "Savinykh" par "Alekhine". D'autres cosmonautes sont évoqués dans le film, notamment Rioumine, Volk et Savitstkaïa.
Le 3 octobre, à la veille du 60ème anniversaire du lancement de Spoutnik 1, le président Vladimir Poutine assiste à une projection privée du film, encadré par Djanibekov, Savinykh et les acteurs qui les incarnent.